# Passo dopo passo (Nicola Di Bari)
Passo dopo passo è l'undicesimo album del cantante italiano Nicola Di Bari, pubblicato su 33 giri dalla WEA (catalogo T 58327) nel 1981.

## Tracce
Lato A
1. Passo dopo passo (Rodolfo Grieco, Andrea Lo Vecchio)
2. Sud America (Nicola Di Bari, Andrea Lo Vecchio)
3. Concerto per Susanna (Nicola Di Bari, Andrea Lo Vecchio)
4. Io e te Maria (Piero Ciampi, Gianni Marchetti)
5. Giuro (Dario Baldan Bembo)

Lato B
1. Se (Nicola Di Bari, Andrea Lo Vecchio)
2. Giorni e giorni (Andrea Lo Vecchio, Roberto Soffici)
3. Vivo a modo mio (Andrea Lo Vecchio, Gian Piero Reverberi)
4. Io penso a te (Andrea Lo Vecchio)
5. L'ultimo sognatore  (Nicola Di Bari)